# Football League Trophy 2008/09
De Football League Trophy 2008–09, bekend als de Johnstone's Paint Trophy 2008–09 door sponsorredenen, was de 25ste editie van de Football League Trophy, een knock-outtoernooi voor Engelse clubs in League One en Two.

## Eerste ronde
De eerste ronde werd gehouden in de week van 1 september 2008. De teams die zeker zijn van een bye zijn geloot, met de andere wedstrijd op 16 augustus 2008 in een voetbalshow Soccer AM.

### Noord Sectie
| #                                | Thuis             | Uitslag    | Bezoekers          | Toeschouwers |
| Noord-West                       | Noord-West        | Noord-West | Noord-West         | Noord-West   |
| -------------------------------- | ----------------- | ---------- | ------------------ | ------------ |
| 1                                | Oldham Athletic   | 1 – 1      | Morecambe          | 2,016        |
| Morecambe wint met 5 – 4 na pen  |                   |            |                    |              |
| 2                                | Crewe Alexandra   | 3 – 0      | Macclesfield Town  | 2,463        |
| 3                                | Stockport County  | 1 – 0      | Port Vale          | 2,290        |
| 4                                | Tranmere Rovers   | 1 – 0      | Accrington Stanley | 2,410        |
| Noord-Oost                       |                   |            |                    |              |
| 5                                | Chesterfield      | 2 – 2      | Grimsby Town       | 1,665        |
| Grimsby Town wint met 4-1 na pen |                   |            |                    |              |
| 6                                | Scunthorpe United | 2 – 1      | Notts County       | 1,755        |
| 7                                | Leeds United      | 2 – 1      | Bradford City      | 20,128       |
| 8                                | Hartlepool United | 0 – 3      | Leicester City     | 2,807        |

### Zuid-Sectie
| #                                        | Thuis                | Uitslag   | Bezoekers              | Toeschouwers |
| Zuid-West                                | Zuid-West            | Zuid-West | Zuid-West              | Zuid-West    |
| ---------------------------------------- | -------------------- | --------- | ---------------------- | ------------ |
| 1                                        | AFC Bournemouth      | 3 – 0     | Bristol Rovers         | 2,220        |
| 2                                        | Brentford            | 2 – 2     | Yeovil Town            | 1,339        |
| Brentford wint met 4-2 na met 7-6 na pen |                      |           |                        |              |
| 3                                        | Exeter City          | 1 – 2     | Shrewsbury Town        | 1,530        |
| 4                                        | Aldershot Town       | 2 – 2     | Swindon Town           | 1,814        |
| Swindon Town wint met 7-6 na pen         |                      |           |                        |              |
| Zuid-Oost                                |                      |           |                        |              |
| 5                                        | Millwall             | 0 – 1     | Colchester United      | 2,456        |
| 6                                        | Northampton Town     | 0 – 1     | Brighton & Hove Albion | 2,047        |
| 7                                        | Southend United      | 2 – 4     | Leyton Orient          | 3,499        |
| 8                                        | Dagenham & Redbridge | 4 – 2     | Barnet                 | 1,412        |

## Tweede ronde
De tweede ronde werd gespeeld in de week van  6 oktober 2008.  De loting werd gehouden op 6 september 2008.

### Noord Sectie
| #                                            | Thuis             | Uitslag | Bezoekers         | Toeschouwers |
| -------------------------------------------- | ----------------- | ------- | ----------------- | ------------ |
| 1                                            | Tranmere Rovers   | 1 – 0   | Crewe Alexandra   | 2,626        |
| 2                                            | Rochdale          | 2 – 2   | Carlisle United   | 1,608        |
| Rochdale wint met 4-2 na strafschoppen       |                   |         |                   |              |
| 3                                            | Chester City      | 1 – 1   | Morecambe         | 926          |
| Morecambe wint met 3-1 na strafschoppen      |                   |         |                   |              |
| 4                                            | Bury FC           | 1 – 0   | Stockport County  | 2,384        |
| 5                                            | Scunthorpe United | 2 – 1   | Grimsby Town      | 4,844        |
| 6                                            | Rotherham United  | 4 – 2   | Leeds United      | 4,658        |
| 7                                            | Darlington        | 1 – 0   | Huddersfield Town | 1,791        |
| 8                                            | Leicester City    | 0 – 0   | Lincoln City      | 8,046        |
| Leicester City wint met 3-1 na strafschoppen |                   |         |                   |              |

### Zuid Sectie
| #                                                    | Thuis                  | Uitslag | Bezoekers            | Toeschouwers |
| ---------------------------------------------------- | ---------------------- | ------- | -------------------- | ------------ |
| 1                                                    | Cheltenham Town        | 1 – 2   | Walsall              | 1,741        |
| 2                                                    | Hereford United        | 1 – 2   | Swindon Town         | 1,458        |
| 3                                                    | Wycombe Wanderers      | 0 – 7   | Shrewsbury Town      | 1,730        |
| 4                                                    | Milton Keynes Dons     | 0 – 1   | AFC Bournemouth      | 4,329        |
| 5                                                    | Peterborough United    | 0 – 1   | Dagenham & Redbridge | 2,644        |
| 6                                                    | Brighton & Hove Albion | 2 – 2   | Leyton Orient        | 2,157        |
| Brighton & Hove Albion wint met 5-4 na strafschoppen |                        |         |                      |              |
| 7                                                    | Gillingham             | 0 – 1   | Colchester United    | 1,557        |
| 8                                                    | Luton Town             | 2 – 2   | Brentford            | 2,029        |
| Luton Town wint met 4-3 na strafschoppen             |                        |         |                      |              |

## Kwartfinale (Regio)
De kwartfinale (Regio) werd gespeeld in het week van 24 november 2008.  De loting werd gehouden op 11 oktober 2008.

### Noord Sectie
| # | Thuis             | Uitslag | Bezoekers      | Toeschouwers |
| - | ----------------- | ------- | -------------- | ------------ |
| 1 | Rotherham United  | 2 – 0   | Leicester City | 4,255        |
| 2 | Tranmere Rovers   | 1 – 0   | Morecambe      | 2,110        |
| 3 | Darlington FC     | 1 – 0   | Bury FC        | 1,651        |
| 4 | Scunthorpe United | 1 – 0   | Rochdale       | 2,474        |

### Zuid Sectie
| # | Thuis                  | Uitslag | Bezoekers            | Toeschouwers |
| - | ---------------------- | ------- | -------------------- | ------------ |
| 1 | Shrewsbury Town        | 5 – 0   | Dagenham & Redbridge | 2,747        |
| 2 | Brighton & Hove Albion | 2 – 0   | Swindon Town         | 2,234        |
| 3 | Walsall                | 0 – 1   | Luton Town           | 1,844        |
| 4 | AFC Bournemouth        | 0 – 1   | Colchester United    | 2,275        |

## Halve finale (Regio)
De halve finale (Regio) werd gespeeld in de week van 15 december 2008. De loting werd gehouden op 8 november 2008.

### Noord sectie
| #                                              | Thuis             | Uitslag | Bezoekers       | Toeschouwers |
| ---------------------------------------------- | ----------------- | ------- | --------------- | ------------ |
| 1                                              | Scunthorpe United | 2 – 1   | Tranmere Rovers | 2.669        |
| 2                                              | Rotherham United  | 0 – 0   | Darlington      | 2.706        |
| Rotherham United wint met 4-2 na strafschoppen |                   |         |                 |              |

### Zuid-Sectie
| #                                                    | Thuis           | Uitslag | Bezoekers              | Toeschouwers |
| ---------------------------------------------------- | --------------- | ------- | ---------------------- | ------------ |
| 1                                                    | Luton Town      | 1-0     | Colchester United      | 2.638        |
| 2                                                    | Shrewsbury Town | 0 – 0   | Brighton & Hove Albion | 4.052        |
| Brighton & Hove Albion wint met 5-4 na Strafschoppen |                 |         |                        |              |

## Regiofinale
De regiofinale (die dient als de halve finale voor het hele toernooi) werd gespeeld over twee wedstrijden, thuis en uit. Het heenduel werd gespeeld in de week van  19 januari 2009.; De return werd gespeeld in de week van  16 februari 2009.

### Noord-Sectie
|                       |                         |        |                  |                                                                            |
| 20 januari 2009 19:30 | Scunthorpe United       | 2 – 0  | Rotherham United | Glanford Park, Scunthorpe Toeschouwers: 6.038 Scheidsrechter: Clive Oliver |
| 20 januari 2009 19:30 | Woolford 60' Pearce 67' | Report |                  | Glanford Park, Scunthorpe Toeschouwers: 6.038 Scheidsrechter: Clive Oliver |

|                        |                  |         |                   |                                                                                |
| 17 februari 2009 19:45 | Rotherham United | 0 – 1   | Scunthorpe United | Don Valley Stadium, Sheffield Toeschouwers: 6.555 Scheidsrechter: Kevin Friend |
| 17 februari 2009 19:45 |                  | Verslag | 74' Hooper        | Don Valley Stadium, Sheffield Toeschouwers: 6.555 Scheidsrechter: Kevin Friend |

### Zuid-Sectie
|                       |                        |       |            |                                                                                     |
| 20 januari 2009 19:45 | Brighton & Hove Albion | 0 – 0 | Luton Town | Withdean Stadium, Brighton and Hove Toeschouwers: 6.127 Scheidsrechter: Paul Taylor |
| 20 januari 2009 19:45 | Verslag                |       |            | Withdean Stadium, Brighton and Hove Toeschouwers: 6.127 Scheidsrechter: Paul Taylor |

|                        |             |         |                        |                                                                        |
| 17 februari 2009 19:45 | Luton Town  | 1 – 1   | Brighton & Hove Albion | Kenilworth Road, Luton Toeschouwers: 8.711 Scheidsrechter: Andy D'Urso |
| 17 februari 2009 19:45 | Craddock 2' | Verslag | 20' Forster            | Kenilworth Road, Luton Toeschouwers: 8.711 Scheidsrechter: Andy D'Urso |

|                              |       | strafschoppen                          |  |
| Martin Craddock Hall Charles | 4 – 3 | Forster Virgo Elphick Jarrett Birchall |  |

## Finale
|                    |                                    |                      |                       |                                                                            |
| 5 april 2009 13:15 | Luton Town                         | 3 – 2 (na verlening) | Scunthorpe United     | Wembley Stadium, Londen Toeschouwers: 55.378 Scheidsrechter: Phil Crossley |
| 5 april 2009 13:15 | Martin 32' Craddock 70' Gnakpa 95' | Verslag[dode link]   | 14' Hooper 88' McCann | Wembley Stadium, Londen Toeschouwers: 55.378 Scheidsrechter: Phil Crossley |